# Y respiren normalmente
Y respiren normalmente (en islandés: Andið eðlilega) es una película dramática islandesa de 2018 dirigida por Ísold Uggadóttir. Se proyectó en la sección World Cinema Dramatic Competition del Festival de Cine de Sundance 2018,  donde recibió el World Cinema Dramatic Directoring Award. 

## Trama
Lára es una madre soltera en apuros. Ha agotado sus tarjetas de crédito, ha perdido su apartamento y vive en su automóvil con su hijo de seis años, Eldar. Acepta un trabajo como aprendiz de control de fronteras en la policía del aeropuerto de Reykjanesbær, en la Región Suðurnes. Adja, una viajera de Guinea-Bissau cuya novia fue asesinada por ser lesbiana, intenta escapar de la persecución de los homosexuales en su país solicitando asilo en Canadá. Después de que Lára señala una discrepancia en el pasaporte de Adja, la separan de sus compañeros de viaje (su hija y su hermana) y la recluyen en un centro de refugiados hasta que se toma una decisión sobre su estatus migratorio. Las vidas de las dos mujeres se cruzan y forman un vínculo poco probable.

## Elenco
- Kristín Þóra Haraldsdóttir como Lára
- Babetida Sadjo como Adja
- Patrik Nökkvi Pétursson como Eldar
- Bragi Árnason
- Jakob S. Jónsson
- Sveinn Geirsson
- Helga Vala Helgadóttir
- Þorsteinn Bachmann
- Guðbjörg Thoroddsen
- Sólveig Guðmundsdóttir
- Gunnar Jónsson

## Producción
Y respiren normalmente fue producida por Zik Zak Filmworks en Islandia y coproducida por la sueca Annika Hellström (Cinenic Film) y la belga Diana Elbaum (Entre Chien et Loup).  Fue filmada en la península de Reykjanes en Islandia en el otoño y el invierno de 2016 durante un período de 28 días. El montaje se llevó a cabo en Bruselas, Bélgica, donde también se mezcló el sonido de la película. La etalonaje se completó en Shoot & Post en Gotemburgo, Suecia.   

## Estreno
Y respiren normalmente celebró su estreno internacional en el Festival de Cine de Sundance el 22 de enero de 2018.   Su estreno europeo tuvo lugar en el Festival de Cine de Gotemburgo 2018 en Suecia, donde Y respiren normalmente recibió el premio FIPRESCI.  La película se estrenó en cines en Islandia el 9 de marzo de 2018.  La película se proyectó en el Festival Internacional de Cine LGBTQ de San Francisco el 19 de junio de 2018. 
Y respiren normalmente se lanzó como VOD en Netflix el 4 de enero de 2019,   y en Europa en HBO Europa. 

## Recepción
En su estreno en el Festival de Cine de Sundance, la respuesta de la crítica fue abrumadoramente positiva. El crítico de Screen Daily, Allan Hunter, comparó la película con las obras de los hermanos Dardenne y Ken Loach y escribió: "Merece comparaciones con las películas de los hermanos Dardenne o las colaboraciones de Ken Loach y Paul Laverty, Y respiren normalmente es aún más impresionante por su negativa de inflar el drama hasta convertirlo en melodrama. Las circunstancias y situaciones se observan cuidadosamente y se presentan al espectador sin necesidad de tocar la fibra sensible. Uggadottir también consigue interpretaciones comprensivas y naturalistas de su elenco que ayudan a atraer al espectador a sus vidas". 
La crítica de Variety Alissa Simon describió la película como un "drama social-realista impresionantemente interpretado".  Sheri Linden de The Hollywood Reporter destacó la "comprensión segura de la interpretación naturalista y el ojo para el paisaje que da forma a los personajes" de Uggadóttir.  The Guardian recomendó a Y respiren normalmente como "un drama islandés humano y reflexivo", el crítico George Fenwick escribió: "Para los fanáticos de Ken Loach y Andrew Haigh, es una narración inmensamente conmovedora, centrada en el costo humano de los sistemas fríos e insensibles diseñados para controlar la inmigración en el mundo occidental".  Además, elogió a la directora Uggadóttir por "humanizar cuestiones como la pobreza y la inmigración que con demasiada frecuencia se cuentan a través de estadísticas, dejando al descubierto brillantemente la falta de responsabilidad que existe en los sistemas burocráticos". 
La crítica Candice Frederick del New York Times escribió una crítica igualmente entusiasta, que ilustra cómo "la película no se basa en los clichés cinematográficos que tan a menudo surgen cuando dos personas muy diferentes desarrollan una amistad improbable. Más bien, involucra al público con una profunda narrativa resonante que resalta las formas en que nuestro sentido de seguridad puede ser arrebatado repentinamente de nuestras manos. Y nos recuerda el poder que poseemos, incluso cuando pensamos que estamos indefensos".  Y Breathe Normally fue catalogado como uno de los 21 debuts imperdibles de directoras de los últimos 10 años por el BFI. 
En Rotten Tomatoes la película tiene un índice de aprobación del 93% 